# Connect-R
Ștefan Relu Mihalache (nascido em 09 de junho de 1982, em Bucareste, Romênia), mais conhecido pelo seu nome artístico Connect-R, é um artista romeno de hip hop e música pop. Também é produtor, mais conhecido por sua associação com o grupo de hip hop RACLA no início de sua carreira e da carreira solo de sucesso que se seguiu durante a sua saída do grupo. Ele tem sido observado como tendo uma voz cantando gama-barítono e por seu lado eclético em relação aos  estilos musicais. Em 2010, ele compôs "In My Bedroom", em colaboração com a cantora romena Anna Lesko.